# Breitstreifen-Schneckenbuntbarsch

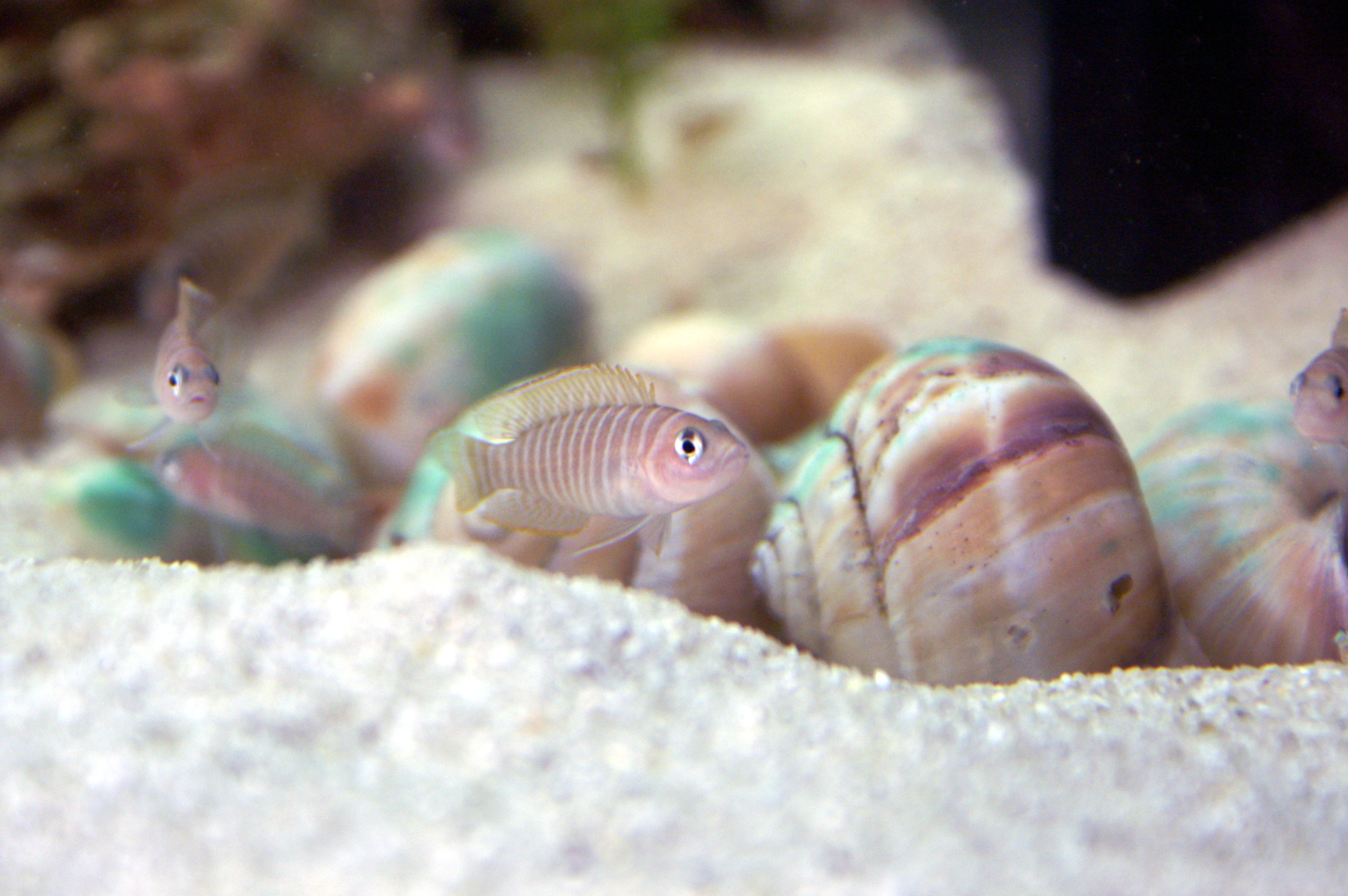
Breitstreifen-Schneckenbuntbarsch vor Weinbergschneckenhaus, Aquariumaufnahme

Der Breitstreifen-Schneckenbuntbarsch (Neolamprologus similis) gehört zu den Schneckencichliden aus dem Tanganjikasee. Sie gehören zu den Buntbarschen, die sich eine ungewöhnliche ökologische Nische erschlossen haben – Neothauma-Schneckengehäuse. Aufgrund des sehr harten und alkalischen Wassers im See bleiben die Häuser toter Schnecken lange erhalten und sammeln sich auf sandigen Flächen am Grund des Sees. Sie stellen Unterkunft und Versteck für die Schneckenbuntbarsche dar.

## Lebensraum
Der Lebensraum des Breitstreifen-Schneckenbuntbarschs sind Sand- und Schlammböden mit ihren zahlreichen Schneckenhäusern. Im See liegt die Gesamthärte bei 10 bis 12 °dH und die Karbonathärte deutlich darüber, zwischen 15° und 18°.

## Merkmale
Es handelt sich um einen recht klein bleibenden Buntbarsch. Die kräftigen und bulligen Männchen werden bis zu 4 cm groß. Die Weibchen sind deutlich kleiner.
Die Tiere weisen eine hellbraune Grundfärbung auf, auf den Seiten ist ein markantes Streifenmuster aus hellen und dunklen Streifen zu erkennen. Die dunklen Streifen sind breiter als die hellen. Die Streifen fangen, im Gegensatz zu Neolamprologus multifasciatus, dessen Streifen erst nach dem Kopf anfangen und auch schmäler sind, schon im Kopfbereich an. Seine Augen leuchten in einem hellen Blau und der Flossensaum weist je nach Lichteinfall einen gelben Schimmer auf.

## Verhalten
Eine Eigenheit der Tiere ist es, ihre Schneckenhäuser auf den Bodengrund zu legen. Spätestens zur Laichzeit fängt der Buntbarsch an, das Schneckenhaus in für ihn geeignete Lage zu bringen. Dazu nimmt er ein Maul voll Sand, trägt es an den Rand seines Reviers und spuckt ihn da wieder aus. Dies geschieht so lange, bis der Untergrund aus dem Bereich der Gehäusespitze entfernt ist, sodass es schließlich im Untergrund versinkt und sein Revier von einem hohen Sandwall umgeben ist. Auch Steine werden unterwühlt. Beschädigte Schneckenhäuser werden entweder mit Sand verschüttet oder durch Zerrbewegungen zur Seite geschafft.
Ein Männchen wacht über mehrere Weibchen. Die Weibchen stehen meist vor dem Eingang ihrer Schneckenhäuser oder sind mit der Entsorgung von Sandresten beschäftigt. Die Männchen stehen meist über ihrem Revier und halten Ausschau nach Konkurrenten oder sind auch mit der Sandentsorgung beschäftigt.
Kämpfe bestehen meist nur aus Drohgebärden; dazu stellen sich die Tiere mit dem Kopf nach unten ins Wasser und drohen den Konkurrenten mit abgespreizten Kiemen und weit geöffnetem Maul. Häufig wird der Körper dabei seitlich gebogen, sodass die Tiere wie ein Komma aussehen.
Alle Tiere helfen bei der Verteidigung der Kolonie. Die größten und stärksten Tiere bilden eine Abwehrlinie. Bei deutlich größeren Tieren ergreifen alle die Flucht in ihre Schneckenhäuser. Jeder Breitstreifen-Schneckenbuntbarsch beansprucht ein eigenes Schneckenhaus.
Die Jungtiere bleiben in der Kolonie und helfen bei der Aufzucht des weiteren Nachwuchses. Ein Teil des Nachwuchses wandert an den Rand der Kolonie, wo sie in Ermangelung von Schneckenhäusern auch Felsspalten beziehen.

## Fortpflanzung
Äußerlich sind die Geschlechter schwer zu unterscheiden. Die Männchen sind ausgewachsen größer als die Weibchen.
Abgelaicht wird im Schneckenhaus des Weibchens, zur Besamung des Geleges geht das Männchen ebenfalls mit hinein.
Die engen Verhältnisse in den Schneckenhäusern mit stagnierendem Wasser lassen wahrscheinlich den Sauerstoffgehalt im Innern sinken. Durch intensives Fächeln mit den Brustflossen vor einem Schneckenhaus sowie Ein- und Rückwärtsschwimmen erzeugt das brutpflegende Tier einen Wasserstrom zur ausreichenden Sauerstoffversorgung. Nach ca. 12 Tagen sind die ersten Jungfische am Eingang zu sehen. Die Jungfische teilen sich nach einiger Zeit auf und finden sowohl beim Vater als auch bei der Mutter Unterschlupf. Die Weibchen dulden Jungfische nicht mehr in ihrem Schneckenhaus, wenn ein neues Gelege unterwegs ist, beim Vater werden sie noch weiterhin geduldet. Es konnte auch beobachtet werden, dass nahe liegende, leere Schneckenhäuser für die Jungfische hergerichtet wurden. Dabei versenken die Eltern leere Schneckenhäuser im Sand und der Eingang wird so mit Sand verkleinert, dass nur noch Jungfische hinein konnten. Die Tiere sind zur Fortpflanzung allerdings nicht unbedingt auf leere Schneckenhäuser angewiesen. Sie beziehen auch enge Höhlen und Felsspalten als Unterschlüpfe und Brutplätze. In der Regel besteht ein Gelege aus rund 10 Tieren.

## Nahrung
In der Natur frisst der Breitstreifen-Schneckenbuntbarsch eine breite Palette an kleinen Wirbellosen. Dazu gehören Hüpferlinge, Mückenlarven, kleine Garnelen und Muschelkrebse.